# Дети священника
Дети священника (хорв. Svećenikova djeca) — трагикомедия хорватского режиссера Винко Бреншана. Лента дважды была номинирована на премию основного конкурса «Золотой медведь» Берлинского кинофестиваля и получила «Дельфина» на кинофестивале «Фестроя» в Сетубале в 2014 году.

## Сюжет
Молодой священник отец Фабиян прибывает служить на небольшой островок в Адриатическом море. Его наставник, преподобный Яков, большинство своего времени посвящает общественной деятельности, поэтому ему никогда давать наставления своему младшему коллеге.
Обратив внимание на то, что численность населения острова сокращается, Фабиян решает поправить демографическую ситуацию и разрабатывает хитроумный план по улучшению демографической ситуации на острове. Он собственноручно прокалывает иглой презервативы в местной аптеке, совершенно не задумываясь, что нежелательная беременность может кому-то испортить жизнь.